# Hadj Ali Dey
Hadj Ali Ben Khelil, ou Hadj Ali Dey (en arabe : الحاج علي El Hadj Ali), est un dey d'Alger ayant régné de 1809 à 1815.

## Règne
Il laisse une réputation de cruauté et de despotisme durant son règne. Outre des relations conflictuelles avec les nations européennes, il continue la guerre ruineuse contre la régence de Tunis, et échoue devant Tunis et le Kef. Sur le plan intérieur, le bey d'Oran se révolte et avance jusqu'à Miliana où il est défait par la trahison de ses cheikhs. Le bey du Titteri est lui défait par les tribus sahariennes et un soulèvement a aussi lieu en Kabylie. Cet état d'agitation perdure jusqu'à la fin de son règne.  
Il finit, victime d'un complot, égorgé dans son bain le 11 Radjab 1230 (21 mars 1815) et son khaznadji (Premier ministre) Mohamed devient son éphémère successeur.